# Shindands flygbas
Shindands flygbas (persiska: پایگاه هوایی شیندند) är en flygbas i Afghanistan. Den ligger i distriktet Shindand, i provinsen Herat, i den västra delen av landet, 700 kilometer väster om huvudstaden Kabul. Flygbasen ligger 1 150 meter över havet. Närmaste större samhälle är distriktshuvudorten Shindand, 14 kilometer åt sydväst.